# Quartier de la Madeleine
Het quartier de la Madeleine is een wijk in het achtste arrondissement van Parijs. De wijk dankt zijn naam aan de gelijknamige kerk église de la Madeleine.